# Hexarthrius davisoni
Hexarthrius davisoni is een keversoort uit de familie vliegende herten (Lucanidae). De wetenschappelijke naam van de soort werd in 1888 gepubliceerd door Charles Owen Waterhouse.